# ناتوان هستی‌گرا
ناتوان هستی‌گرا (ایتالیایی: Impotenti esistenziali) یک فیلم کمدی ایتالیایی به کارگردانی جوزپه چیریلو است که در سال ۲۰۰۹ منتشر شد.

## بازیگران
- آنتونلا پونزیانی
- تینتو براس
- آلوارو ویتالی
- ساندرا میلو
- دن باکی
- آنجلا ملیلو
- جانی نادزارو